# Pulgarcito (Perrault)
Pulgarcito (en francés: Le Petit Poucet) es un cuento escrito por Charles Perrault y publicado en 1697 dentro de los Cuentos de Mamá Oca (en francés: Les contes de ma mère l'Oye).

## Sinopsis

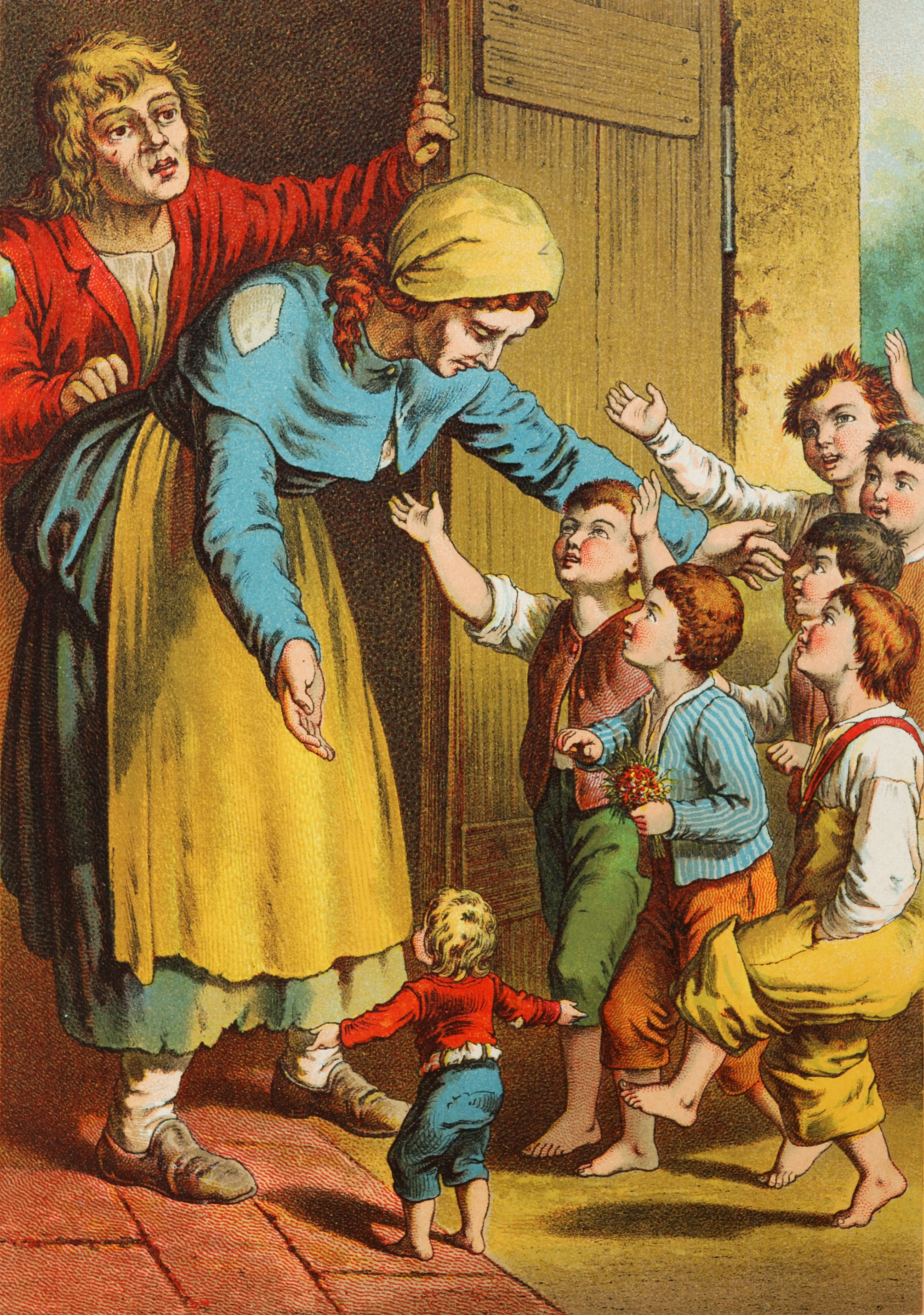
El pequeño Pulgarcito, ilustración de Heinrich Leutemann o Carl Offterdinger (finales del)

Pulgarcito era el menor de los 7 hijos de un leñador y su mujer, y había nacido tan pequeño como un dedo pulgar. Como era bajito y hablaba muy poco, era siempre el blanco de burlas de sus hermanos, pero era muy sensato y sabía escuchar a los demás. Llegó un año de penurias y de hambruna, y los padres eran tan pobres que decidieron abandonar a sus hijos en el bosque antes que verlos morir de hambre. Llegado el momento, Pulgarcito, que había oído el plan de sus padres, fue dejando caer piedras blancas por el camino y así, él y sus hermanos, pudieron volver a su casa justo cuando sus padres acababan de cobrar una deuda que mejoró temporalmente la economía familiar.
Esta racha de buena suerte duró poco y los padres de Pulgarcito se vieron obligados a abandonar una vez más a sus hijos. Esta vez Pulgarcito fue arrojando migas de pan en lugar de piedras pero los pájaros se las comieron y no fue capaz de encontrar el camino, así que se vieron obligados a dar vueltas por el bosque hasta llegar a una casa donde una mujer les abrió la puerta. Les avisó de que era la casa de un ogro, aficionado a comer niños, pero Pulgarcito le dijo que preferirían ser devorados por un hombre antes que por un lobo. Cuando llegó el ogro, la mujer les escondió debajo de una cama, pero su marido olfateó la carne fresca y descubrió a los niños. Quiso comérselos, pero la mujer le convenció para alojarlos y así guardarlos para cuando escasease la comida. Pulgarcito aprovechó la noche para cambiar su gorro y el de sus hermanos por las coronas de las hijas del ogro que estaban dormidas, por si el ogro cambiase de parecer. Así ocurrió y fueron las pequeñas ogresas las que, mientras dormían, murieron a manos de su propio padre. Este volvió a dormirse, y cuando Pulgarcito estuvo seguro de que estaba profundamente dormido, él y sus hermanos pudieron huir.
Cuando el ogro advirtió lo que había sucedido persiguió a los niños calzando sus botas de siete leguas, llamadas así porque esa era la distancia que le permitían abarcar con cada zancada. El ogro buscó a los niños durante tanto rato que acabó agotado y se echó a dormir sin saber que Pulgarcito lo vigilaba. Éste mandó a sus hermanos a que volviesen a casa, robó las botas de siete leguas y las usó para volver a casa del ogro. Allí, contó a la mujer que le mandaba el ogro que había caído preso de unos ladrones que pedían les entregase su fortuna a cambio de su vida. La esposa del ogro, asustada, le dio todo lo que poseía. Pulgarcito llevó toda esa fortuna a casa de su familia donde le recibieron con gritos de alegría.
Perrault añade un segundo final asegurando que algunas personas habían sido testigo de que Pulgarcito nunca robó la fortuna del ogro, sino que se dirigió al palacio del rey para ponerse a su servicio como mensajero. Se le encargó traer noticias del ejército que luchaba a doscientas leguas de allí, lo que le hizo enriquecerse de tal modo que ni él ni su familia volvieron a pasar hambre.